# 김은정 (컬링 선수)
김은정(金恩貞, 1990년 11월 29일~)은 대한민국의 컬링 선수이다. 태평양-아시아 주니어 컬링 선수권 대회에서 은메달 3개를 획득하였고, 성인 선수로서는 2번의 유니버시아드에 참가하였다. 또한 태평양-아시아 컬링 선수권 대회에서 금메달 2개, 은메달 1개, 동메달 1개를 획득했다. 2018년 동계 올림픽 컬링 여자 종목에서 스킵(주장)으로 참가하였다.
같은 대한민국 컬링 국가대표인 김영미와는 중, 고등학교 동창이기도 하다. 별명은 2013년 다른 선수들과 식사를 하다 즉석에서 지은 이름인 '애니'.

## 선수 경력
1990년 11월 29일 경상북도 의성군 봉양면에서 태어났다. 아버지는 농기계를 끌고 어머니는 나락가마를 끄는 보조원으로서 농삿일을 하였다. 2006년 5월 의성군에 컬링훈련원이 완공됐고, 의성여자고등학교 재학 당시 "주변에 놀 게 없어서" 친구 김영미와 방과후 활동으로 컬링 동아리에 들어간 것이 컬링을 본격적으로 시작하게 된 계기였다고 한다. 이후 김영미의 동생 김경애가 언니인 김영미의 심부름으로 컬링장에 우연히 왔다가 컬링팀에 합류하였고, 김경애가 컬링을 같이할 친구를 자발적으로 모집하면서 김경애의 친구 김선영이 팀에 합류하였다. 2015년에는 경기도 의정부시 출신의 유망주인 김초희가 클럽에 합류하였다.
의성여고 졸업 후 2009년 3월 대구대학교 스포츠레저학과에 진학했고, 경북체육회 여자컬링부에 소속됐다. 그해 5월에는 주니어컬링선수권대회에서 우승하여 2010년 아시아 태평양 주니어 선수권 대회에 출전하게 되었고, 결승전에서 중국과 만나 3-4로 아쉽게 패배하였으나 생애 첫 국제대회 은메달을 획득했다. 2012년 4월에는 전국 컬링 선수권 대회에서 정상에 올랐다. 2013년에는 대구대학교를 졸업하였다. 같은해 4월 15일 춘천에서 열린 2014년 소치 동계올림픽 국가대표 선발전에서 경기도청 여자컬링팀에 10-5로 패배해 탈락하였다. 이 당시 기억에 대해 김은정은 컬링을 그만둘지에 대한 고민을 했었으나, 은사의 조언으로 마음을 다시 잡았다고 밝힌 바 있다.
이듬해 2014년 11월 일본 가루이자와에서 열린 2014년 아시아-태평양 선수권 대회에서 결승에 올라 중국 대표팀에게 6-7로 패하여 준우승을 차지했다. 이듬해인 2015년 10월에는 캐나다 위니펙에서 열린 월드투어대회에서 결승전까지 진출했고, 소치 올림픽 금메달을 거머쥐었던 캐나다 대표팀을 7-6으로 꺾고 우승하였다. 2016년 11월 아시아 태평양 선수권 대회에서는 결승전에서 중국을 꺾고 사상 처음으로 우승을 거머쥐었다. 이듬해 2017년 2월 삿포로 동계아시안게임 여자 컬링에 출전해 결승전에서 중국을 만났으나 5-12로 패배하고 은메달을 획득하였다.

### 2018년 동계 올림픽

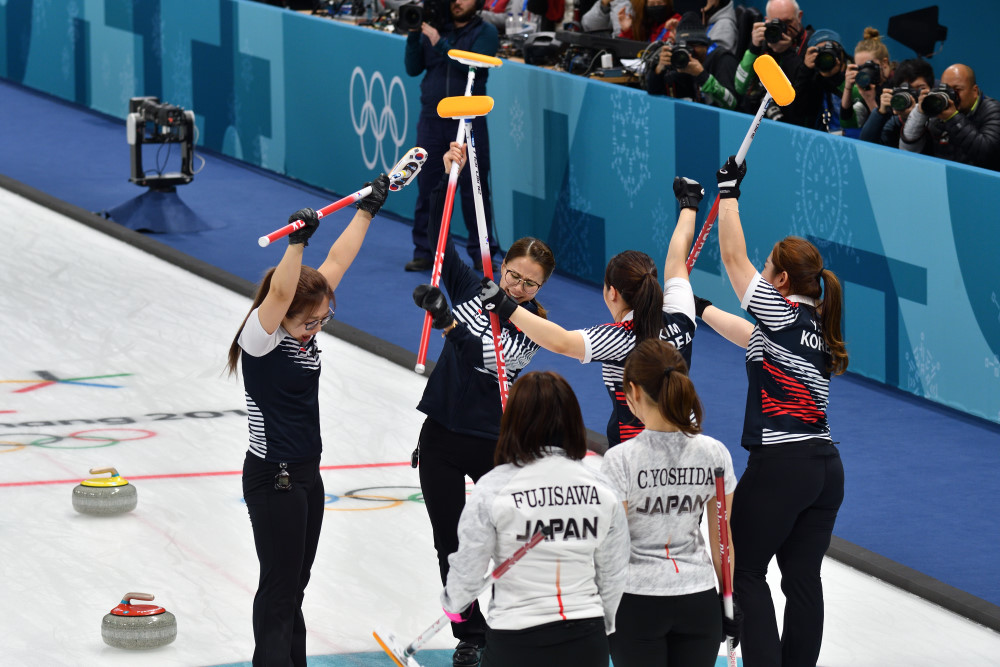
2018년 동계 올림픽 여자 컬링 4강전 일본과의 경기

2017년 10월 3일, 경기도 이천시 장애인 컬링훈련원에서 열린 2017~18시즌 컬링 국가대표 여자부 최종선발전에서 경북체육회가 4승 1패를 거두며 평창 올림픽 여자 컬링 국가대표가 되었다.
2018년 2월 20일 예선 7차전 미국과의 경기에서 9-6으로 승리하면서, 예선 1위 자리를 지켰고 남은 경기 결과와 상관없이 본선 진출을 확정하였다. 2018년 2월 23일 일본팀과의 준결승전에서는 10엔드까지 7-6으로 앞섰으나 막판에 일본팀이 1점 득점에 성공하면서 7-7 동점으로 11엔드 연장전에 들어갔다. 이후 일본의 스톤이 더 가까운 상황에서 김은정이 마지막 드로를 던졌고, 그대로 안착하면서 8-7로 승리를 확정짓고 올림픽 역사상 최초로 올림픽 결승전에 진출하였다. 김은정의 준결승까지의 드로 성공률은 74%를 기록하였다.

## 개인 정보
김은정은 경기 내내 안경을 낀 상태로 진지한 표정을 유지하는 것으로 유명하다. 올림픽 대회를 치를 당시 보였던 강한 인상 덕에, 인터넷에서는 환희·분노·짜증·부끄러움 같은 여러 감정에도 김은정 선수는 표정 변화가 없다는 '무표정 시리즈'가 유행을 끌었고, 경기 중 체력 보충을 위해 바나나를 먹을 때도 근엄한 표정을 띈 모습이 포착되어 화제를 모았다. 안경을 끼고 있는 모습을 만화 《슬램덩크》의 '안경 선배'에 빗대 '카리스마 안경선배'라는 별명도 붙었다.
| “ | 영미! 영미! | ” |

한편 경기 과정에서 리드를 맡고 있는 김영미에게 신호를 줄 때 "영미!"라고 외치는 부분도 인기를 끌었다. 이 같은 신호에 대해 김영미는 "목소리 크기와 속도에 따라 스위핑 속도와 강도가 변한다"며, "'영-미'라고 차분하게 말하면 준비하란 뜻이고, '영미! 영미!'라고 급하게 부르면 빨리 들어가 스위핑을 하라는 뜻이며, 내 이름을 안 부르면 세컨드의 김선영이 닦는다"고 설명한 바 있다.
취미는 건담 프라모델 조립이다. 2014년 소치 동계올림픽 국가대표 선발전에서 탈락했을 당시 사흘간 건담을 조립하며 마음을 다잡았다고 밝힌 적이 있다.
2018년 7월 7일에는 대구 지역 스케이트 코치와 약 5년 간 연애 끝에 대구광역시에서 결혼식을 올렸다.

## 같이 보기
- 김소영 (배드민턴 선수)